# Proteinbiosyntese

Proteinbiosyntese betegner de biokemiske processer, hvormed alle levende organismer danner deres proteiner ud fra 20 aminosyrer og koden i DNA (arvematerialet). Processerne kan deles i to forskellige delprocesser:
1. Transkriptionen = omskrivning af koden i DNA til en kode i mRNA og tilskæring. Foregår i cellekernen.
2. Translationen = oversættelsen af koden i mRNA til en rækkefølge af aminosyrer. Foregår på ribosomerne i cytoplasmaet og det endoplasmatiske retikulum.
Biokemisk kan processerne kort beskrives således: Koden i arvematerialet er rækkefølgen (sekvensen) af baserne A, T, G og C i kromosomernes DNA som ved baseparring bliver omskrevet til en rækkefølge af baserne A, U, G og C i mRNA, der efterfølgende bliver oversat til en rækkefølge af aminosyrer. For at dette kan ske, kræves at cellerne har et stort maskineri af enzymer og hjælpeproteiner organiseret i bestemte subcellulære områder (kompartments), partikler og organeller.
Proteinbiosyntesens vigtigste elementer er DNA i kromosomer (og en smule i mitokondrier), mRNA, RNA polymeraser, ribosomer, initierings-, elongerings- og termineringsfaktorer, tRNA, aminosyrer, tRNA-aminosyre-syntetaser (se skemaerne for detaljer). Andre nøgleord er den genetiske kode, genom, codon eller triplet, exon, intron, sekvens (dvs. rækkefølge), baseparring.
Her er beskrevet eukaryoternes processer og komponenter. Processer og komponenter varierer i prokaryoter.

## Overblik over proteinbiosyntesen
Hvis en celle mangler et bestemt protein eller får besked på at producere et protein (se signaltransduktion) sendes en besked ind i cellekernen, til det bestemte kromosom, som indeholder lige det gen for proteinet som cellen behøver. Når cellen skal lave proteinet sker det i noget vi kalder for proteinsyntese.
Den genetiske information på DNA-molekylet udnyttes af cellen til at producere proteiner, som opretholder cellens funktioner. Informationen oversættes til mRNA (denne del af processen kaldes transkription), som afkodes på ribosomet (se nedenfor og ribosom). Hver codon på mRNA koder for en enkelt aminosyre. Aminosyrerne bringes til ribosomet af transporter RNA (tRNA) der endvidere specifikt genkender codon på mRNA.
Den enkelte aminosyre er forud koblet til det korrekte tRNA ved dannelse af en esterbinding, katalyseret af aminoacyl-tRNA syntetaser, specifikke for både aminosyre og tRNA.

## Transkription
Transkriptionen er omskrivning af koden i DNA til en kode i RNA
1. Inde i cellen åbnes DNA-molekylet. Det sker ved hjælp af et enzym kaldet Helikase som skiller baseparrene fra hinanden. Basepar er et par nukleotider, enten A-T eller G-C. A vil altid forbinde sig til T, og C vil altid forbinde sig til G, det kaldes baseparringsreglen.
2. Så laves der en kopi af den ene DNA streng, kaldet den kodende streng, som er komplimentær til skabelonsstrengen. Kopien kaldes mRNA (messenger RNA). Baseparringsreglen gælder stadig, men her er T skiftet ud med U. Så nu hedder det C og G og A og U.
3. mRNA glider fra cellekernen gennem en kernepore ud i cellens cytoplasma også kaldet celleslimen, hvor den binder sig til et ribosom, og på samme tid bliver DNA strengen lukket igen af enzymet Polymerase.

## Translation
Ribosomet læser baseparrene på mRNA-strengen i par af tre, kaldet en triplet, f.eks. UGC. Ribosomet kalder nu på tRNA som har en tilsvarende triplet og det henter så en aminosyre ifølge Den Genetiske Kode.
Proteinbiosyntesen på ribosomet foregår i faser:
- initiering (begyndelse)
- elongering (forlængelse)
- terminering (afslutning)
- recycling (genbrug)

Under elongeringen foregår den egentlige proteinbiosyntese. Elongeringsfaktor Tu(EF-Tu) beskytter aminoacyleret tRNA (aa-tRNA) imod hydrolyse af esterbindingen mellem aminosyren og tRNA. Et aa-tRNA i det ternære kompleks aa-tRNA:EF-Tu:GTP genkender et codon på mRNA. Elongeringsfasen i proteinbiosyntesen styres desuden af translokationsfaktoren EF-G, som flytter mRNA på ribosomet, således at det næste codon eksponeres.

### Initiering
(Skal skrives)

### Elongering
(Skal skrives)

### Terminering
Terminering af proteinbiosyntesen katalyseres af termineringsfaktorer (RF). I bakterier findes RF1 og RF2, som genkender de tre stop-codons og forårsager adskillelsen af det nydannede protein fra adskillelsen af det ribosomale kompleks. I eukaryote celler (med cellekerne) findes tilsvarende eRF1 (funktionelt ækvivalent til både RF1 og RF2) og eRF3, mens man endnu ikke har isoleret nogen faktor ækvivalent til den bakterielle RRF.
Proteinbiosyntesens elongeringsfase forløber i vid udstrækning analogt i pro- og eukaryoter. Termineringsfasen, derimod, har flere udprægede forskelle mellem bakterier og eukaryoter. Tilstedeværelsen af to termineringsfaktorer (RF1 og RF2) i prokaryoter, der genkender de tre stopcodons, sammenlignet med bare én faktor i eukaryoter (eRF1) er et eksempel. De to termineringsfaktorer i bakterier anvendes forskelligt, og har en vis regulerende virkning på ekspressionsniveauet af forskellige proteiner i cellen. En anden forskel på bakterier og eukaryoter er kompleksdannelsen mellem den primære (eRF1) og sekundære (eRF3) termineringsfaktor, forud for binding til ribosomet. I bakterier er funktionen af RF3 udelukkende at recycle RF1/RF2, efter funktion af den primære termineringsfaktor, på ribosomet. Der er udpræget sekvenshomologi mellem den bakterielle RF3 og den eukaryote eRF3, men dette er ikke tilfældet for RF1/RF2 og eRF1. De to bakterielle faktorer har indbyrdes stor sekvenshomologi, men har stort set ingen homologi til den eukaryote faktor. Dette antyder at termineringsfaktorerne, evolutionært er opstået af to omgange.
I gruppen archeae eksisterer en primær termineringsfaktor, med stor homologi til den eukaryote faktor. Interessant nok har bakterien Mycoplasma kun én primær termineringsfaktor,
med stor sekvensmæssig homologi til de bakterielle faktorer RF1/RF2. I denne organisme bruges codonet UGA, der normalt er et stop codon specifikt for RF2, som kode for aminosyren tryptophan.